# زنجیره علیا
روستای زنجیره علیا، کوردی (زه‌نجیرهٔ بان) روستایی بزرگ در شهرستان چرداول در استان ایلام است. این روستا دارای قدمتی دیرینه است و جزو مناطق تفریحی و گردشگری ایلام محسوب می‌شود، اطراف این روستا را زمین‌های زراعتی و کوهستان و دره‌های تاریخی دربر گرفته که در گذشته به عنوان دژهای دفاعی از آن استفاده می‌شد

## گردشگری
روستای زنجیره علیا یکی از روستاهای قدیمی استان ایلام است و تنگ باستانی زنجیره و امامزاده پیر حسین از آثار و یادمان‌های تاریخی و مذهبی آن به‌شمار می‌روند. تنگ زنجیره در دوران‌های گذشته اهمیت سوق‌الجیشی داشته و در هنگام حملات دشمنان به عنوان مکانی جهت موضع‌گیری دفاعی مورد استفاده قرار می‌گرفته است.

## جمعیت
این روستا در دهستان شباب قرار دارد و بر اساس سرشماری مرکز آمار ایران در سال ۱۳۸۵، جمعیت آن ۲٬۵۱۹ نفر (۵۳۲خانوار) بوده است. اهالی این روستای بزرگ از تیره شمسی نه ون ایل خزل می‌باشند.